# ألكسيس جورجوليس
ألكسيس جورجوليس (باليونانية: Αλέξης Γεωργούλης) هو مخرج وممثل يوناني، ولد في 6 أكتوبر 1974 في اليونان.

## أعمال

### أفلام
- (2009) ماي لايف إن روينز[6][7]

## وصلات خارجية
- ألكسيس جورجوليس على موقع IMDb (الإنجليزية)
- ألكسيس جورجوليس على موقع ألو سيني (الفرنسية)
- ألكسيس جورجوليس على موقع أول موفي (الإنجليزية)
- ألكسيس جورجوليس على موقع قاعدة بيانات الأفلام السويدية (السويدية)
- ألكسيس جورجوليس على موقع قاعدة بيانات الفيلم (الإنجليزية)
- ألكسيس جورجوليس على موقع كينوبويسك (الروسية)